# Meskel
A festa comemorativa da descoberta da Verdadeira Cruz de Cristo, com o nome abreviado local de Meskel ou Maskel (em língua etíope significa "cruz", na escrita ge'ez: መሰቀል), é uma festividade da Etiópia comemorada no dia 26 de setembro para celebrar a exumação da verdadeira Santa Cruz de Cristo.
As celebrações começam com a preparação da Damera, uma fogueira de forma cónica erguida na Praça Meskel em Adis Abeba. A Damera é formada por uma pilha de troncos rodeados por feixes de galhos que são adornados com flores frescas e ervas da Abissínia que simbolizam o Ano Novo. Centenas de milhares de pessoas de diferentes comunidades vêm para a praça, enquanto os sacerdotes, vestidos com ornamentos coloridos, cantam hinos, recitam orações e executam uma dança rítmica única em frente à fogueira. A cerimónia atinge o seu momento culminante quando o patriarca da Igreja Ortodoxa Tewahedo acende a fogueira.
Com as suas vestes cerimoniais de ouro, o patriarca invoca bênçãos para marcar o que a igreja acredita ter sido a descoberta no século IV da Vera Cruz (a cruz em que Jesus foi crucificado) pela rainha Helena de Constantinopla, a mãe do imperador romano Constantino, o Grande. Segundo a tradição, em 326, Helena orou pedindo orientação para encontrar a Vera Cruz e foi dirigida pelo fumo de um fogo aceso até um dado local. Os cristãos ortodoxos etíopes acreditam que ela acendeu tochas para celebrar.
A celebração da Maskel é feita pelos habitantes de todo o país, independentemente da sua idade, sexo, idioma ou etnia. Os participantes acreditam que obterão recompensas espirituais graças à sua presença nesta celebração e à bênção recebida com a Santa Cruz. As paróquias locais desempenham um papel essencial na salvaguarda deste elemento cultural e na coordenação das comunidades. A festa é um evento que promove o agrupamento de famílias e o retorno de trabalhadores emigrantes ao país, o que leva a encontros que geram um influxo de dinheiro, informações e novas ideias dos centros urbanos para as áreas rurais. Antes da celebração da festa, tanto as queixas pessoais como o litígio social devem ser resolvidos. Assim, com seu espírito de reconciliação, coesão social e coexistência pacífica, o festival Maskel oferece aos etíopes uma oportunidade de promover a sua vida espiritual.
A "festa comemorativa da descoberta da Verdadeira Cruz de Cristo" foi integrada pela UNESCO em 2013 na lista representativa do Património Cultural Imaterial da Humanidade.

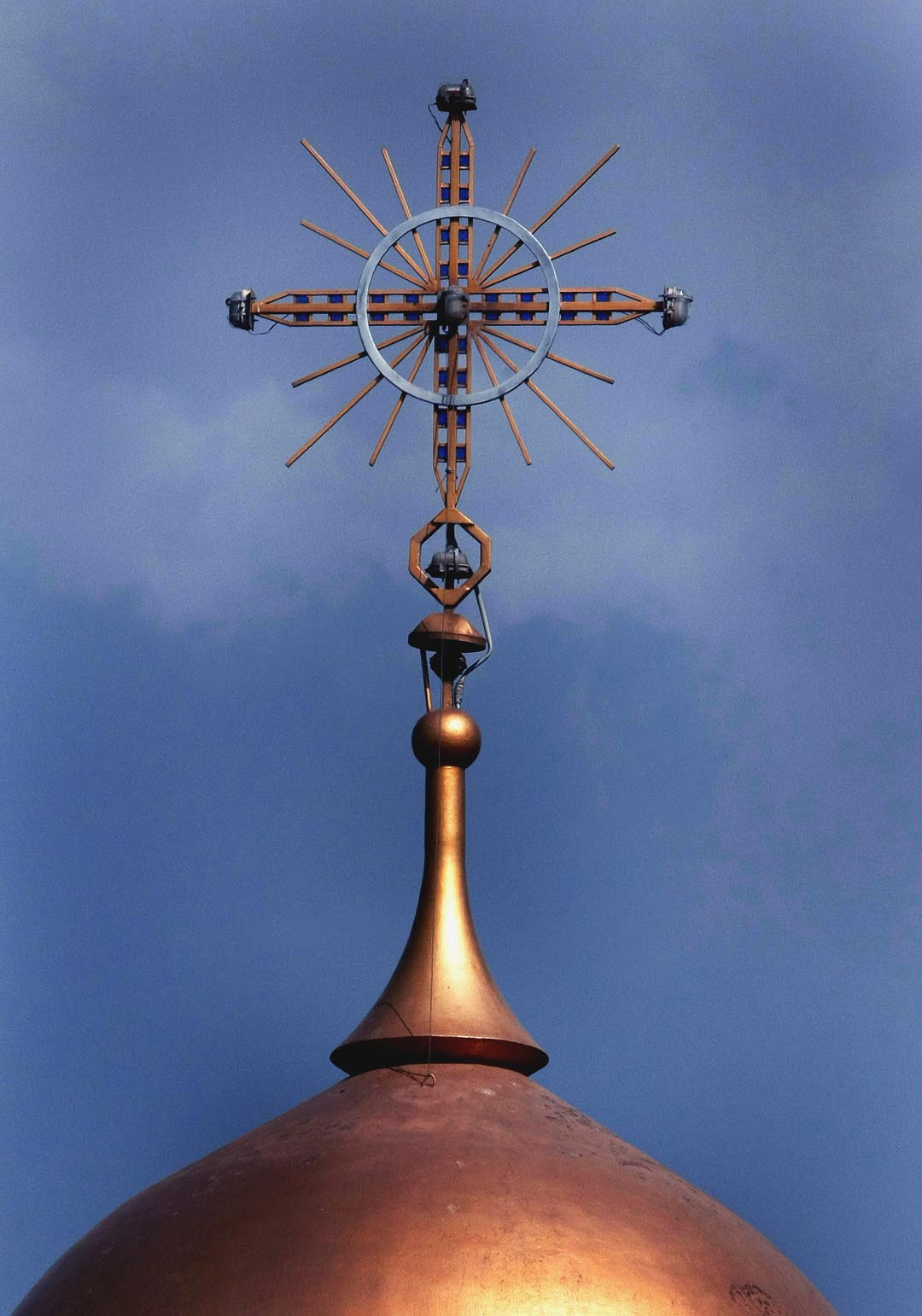
Cruz etíope